# 北斗の拳 世紀末救世主伝説
『北斗の拳 世紀末救世主伝説』（ほくとのけん せいきまつきゅうせいしゅでんせつ）は、2000年10月26日にバンダイから発売されたPlayStation用ゲームソフトである。

## 概要
本作は、漫画『北斗の拳』を原作とした3Dアクションゲームである。登場キャラクターは全て3Dポリゴンモデルで表現されている。
メインモードの「救世主伝説」では、原作を元にしたストーリーが展開される。ゲーム構成の都合上、いくつかのエピソードが改変または省略されているが、原作におけるラオウの最期までのストーリーをおおむね忠実に再現している。全編フルボイスであり、主要キャラクターの担当声優は基本的にテレビアニメ版に準拠しているが、ジャギとハートの声優は劇場版での大塚周夫と滝口順平が起用されている他、リハクやハブなども変更された。脇役はテレビ版と異なる声優が起用されていることが多い。レイ役の塩沢兼人が本作の発売前に急逝したため、本作は塩沢がレイを演じた最後の作品となった。
初回生産分には、抽選で500人に「ジャギ様メタル胸像」が当たるハガキが同梱されていた。

## ゲームモード
救世主伝説
全8章で構成されている。基本的にケンシロウを操作してゲームを進めていくが、一部でレイやトキ、バットを操作する場面もある。
世紀末シアター
救世主伝説でクリアした章のデモムービーを観賞することができるモード。デモムービーのセリフを作中に登場するあらゆるキャラクターの任意のセリフに変更し、オリジナルのデモを作成する機能が搭載されている。
覇者決定戦
対戦モード。救世主伝説を進めることによって使用可能なキャラクターが増えていく。原作で人間関係があったキャラクター同士の対戦の場合、秘孔成功時、勝利時のメッセージが変化する組み合わせがある。
ザ・あべし
救世主伝説の全8章をノーコンティニューでクリアすることによって選択可能になる隠しモード。次々と現れるザコをひたすら倒し続け、制限時間内に何人倒せるかを競うモード。出現するザコは全て赤ザコで、さらに攻撃を当てたタイミングを問わずリアルタイムあべしシステムが発生するため、断末魔を存分に楽しむことができる。

## ゲームシステム
リアルタイムあべしシステム
原作の特徴とも言える、悪党どもの様々な「断末魔」を再現したシステム。赤ザコが光った瞬間に攻撃を当てると発動し、コマンド入力モードに切り替わる。コマンド入力が成功するとザコは断末魔の叫びを上げ、周囲のザコを巻き込んで爆発する。同時に、ケンシロウの体力が回復する。コマンド入力が完成したタイミングに応じて、リアルタイムにザコの断末魔が変化する。断末魔のパターンは200種類以上に及ぶ。

## 登場キャラクター

### 覇者決定戦で使用可能なキャラクター
- ケンシロウ （声 - 神谷明）
- ラオウ （声 - 内海賢二）
- レイ （声 - 塩沢兼人）
- トキ （声 - 土師孝也）
- アミバ （声 - 土師孝也）
- マミヤ （声 - 藤田淑子）
- シン （声 - 古川登志夫）
- シュウ （声 - 森功至）
- サウザー （声 - 銀河万丈）
- ユダ （声 - 島田敏）
- フドウ （声 - 飯塚昭三）
- ジャギ （声 - 大塚周夫）
- ハート （声 - 滝口順平）
- ウイグル （声 - 郷里大輔）

### その他のキャラクター
- ユリア （声 - 山本百合子）
- バット （声 - 一龍斎貞友）
- リン （声 - 鈴木富子）
- リハク （声 - 掛川裕彦）
- スペード （声 - 掛川裕彦）
- ライガ （声 - 稲田徹）
- ヒルカ （声 - 稲田徹）
- フウガ （声 - 今村直樹）
- デビルリバース （声 - 今村直樹）
- アイリ （声 - 満仲由紀子）
- 牙大王 （声 - 渡部猛）
- ジード （声 - 田中大文）
- ジャッカル （声 - 江川央生）
- ギュウキ （声 - 江川央生）
- フォックス （声 - 渡辺武彦）
- シーカー （声 - 渡辺武彦）
- マダラ （声 - 東條大輔）
- ハブ （声 - 茶風林）
- ダガール （声 - 服巻浩司）
- トヨ （声 - 達依久子）
- マコ （声 - 進藤尚美）
- ユウ （声 - 進藤尚美）
- タキ （声 - 吉竹範子）
- アキ （声 - 山下亜矢香）
- ナレーション （声 - 千葉繁）

## 主題歌
オープニング「愛をとりもどせ!!」
作詞：中村公晴 / 作曲：山下三智夫 / 編曲：山下三智夫、飛澤宏元 / 歌：クリスタルキング
オープニング映像は『北斗の拳』テレビアニメシリーズの初代オープニングをベースに、シンの登場カットをラオウに、冒頭とラストの謎の巨人をデビルリバースに差し替えてポリゴンで再現している。
エンディング「ユリア…永遠に」
作詞：野元英俊、田中昌之 / 作曲：今給黎博美 / 編曲：今給黎博美、飛沢宏元 / 歌：クリスタルキング

## 反響
本作のモードの一つである「世紀末シアター」では、デモムービーのセリフをほかのキャラクターのセリフに置き換えて遊べることから、一部でカルト的な人気を博した。